# Antoon Sansen
Antoon Sansen (1932) is een Belgisch politicus. Hij was burgemeester van Kortrijk tussen 1988 en 1994.

## Levensloop
Sansen was schepen tussen 1966 en 1988 en nogmaals tussen 1994 en 1996.
Hij werd voor de eerste keer verkozen als gemeenteraadslid in 1958 en zetelde van 1 januari 1959 tot en met 2 januari 2013. In januari 2009 werd de vijftigste verjaardag van zijn onafgebroken lidmaatschap van de Kortrijkse gemeenteraad gevierd. Sansen behoort binnen de CD&V tot de ACW-vleugel.
Antoon Sansen was van 1958 tot 2016 gehuwd met Christiane Cottenier (1936-2016).